# Rockwool Fondens Forskningsenhed
|  | Sammenskrivningsforslag Artiklerne Rockwool Fonden, Rockwool Fondens Forskningsenhed er foreslået sammenskrevet. (Siden april 2020) Diskutér forslaget |

Rockwool Fondens Forskningsenhed er en separat enhed under Rockwool Fonden, som foretager forskning, som bidrager til at sikre velfærdsstatens sociale og økonomiske bæredygtighed. Forskningsenhedens fokusområder dækker beskatning og sort arbejde, arbejdsmarked, familieøkonomi, indvandring og integration samt marginaliserede grupper og risikoadfærd. Fra 2019 har enheden et særligt fokus på fordeling af velfærd.
Rockwool Fondens Forskningsenhed blev grundlagt i 1987 og er siden 2015 blevet ledet af forskningschef, cand.oecon., ph.d. Jan Rose Skaksen. Hovedsageligt bliver forskningen produceret af internt ansatte forskningsmedarbejdere, men også igennem samarbejde med eksterne forskere fra Danmark og udlandet.